# La duda
|  | Per a altres significats, vegeu «Doubt». |

La duda és una pel·lícula espanyola dirigida per Rafael Gil el 1972. Fernando Rey va obtenir la Conquilla de Plata al millor actor al Festival de Sant Sebastià pel seu paper en aquesta pel·lícula. El guió, de Rafael J. Salvia, està basat en la novel·la El abuelo, de Benito Pérez Galdós.

## Argument
Adaptació cinematogràfica de "El abuelo", una novel·la de Pérez Galdós que ja havia estat portada al cinema per José Busch el 1925. El 1998, José Luis Garci va fer una nova versió . El senyor Rodrigo (Fernando Rey), un noble que ha emigrat a Amèrica, torna a Espanya en assabentar-se de la mort del seu fill. Quan arriba coneix les seves dues netes, unes de les quals sap que és fruit de l'adulteri de la seva nora.

## Premis
- 1972: San Sebastià: Conquilla de Plata al millor actor (Fernando Rey)[3]

## Repartiment
- Fernando Rey: Don Rodrigo - Conde de Albrit
- Analía Gadé: Lucrecia - Condesa de Lain
- José Ángel Espinosa 'Ferrusquilla'
- Ángel del Pozo: Ricardo
- Rafael Alonso: Senén Corchado
- José María Seoane: Venancio (as José Mª Seoane)
- Cándida Losada: Gregoria
- Mabel Karr: Vicenta
- José Franco: Cura
- Gabriel Llopart: Doctor Angulo
- Pilar Bardem: María